# Lotta ai IX Giochi del Mediterraneo
I tornei di lotta ai IX Giochi del Mediterraneo si sono svolti dal 5 al 9 settembre 1983 a Casablanca, in Marocco.
Il programma ha previsto tornei di lotta libera e lotta greco-romana maschile, con 10 categorie per ciascuna disciplina.

## Podi

### Lotta libera
| Evento  | Oro                | Argento               | Bronzo            |
| 48 kg   | Aldo Bova          | Abaz Emini            | Mustafa Öcal      |
| 52 kg   | Arslan Seyhanlı    | Zoran Šorov           | Mansour Douissi   |
| 57 kg   | Szaban Trstena     | Jean Pierre Mercader  | Aslan Yılmaz      |
| 62 kg   | Halit Akgün        | Antonio La Bruna      | Gérard Sartoro    |
| 68 kg   | Fevzi Şeker        | Jeorjos Atanasiadis   | Eric Brulon       |
| 74 kg   | Burhan Sabancıoğlu | Jeorjos Polichronidis | Gabriele Catalano |
| 82 kg   | Reşit Karabacak    | Adnan Elezi           | Luciano Ortelli   |
| 90 kg   | Michele Azzola     | Iraklis Deskulidis    | İsmail Temiz      |
| 100 kg  | Sıtkı Kadiroğlu    | Gianni Chelucci       | Santiago Morales  |
| +100 kg | Mehmet Güçlü       | Prvoslav Ilić         | Hasan al-Haddad   |

### Lotta Greco-Romana
| Waga    | Złoto:                | Srebro:                      | Brąz:                  |
| 48 kg   | Vincenzo Maenza       | Faradż Abd al-Munim Muhammad | Salih Bora             |
| 52 kg   | Erol Kemah            | Laszlo Zerge                 | Jean-Pierre Chambellan |
| 57 kg   | Mehmet Serhat Karadağ | Ali Laszkar                  | Antonino Caltabiano    |
| 62 kg   | Stelios Mijakis       | Domenico Giuffrida           | Gilles Jalabert        |
| 68 kg   | Jean Pierre Mercader  | Gian Carlo Gritti            | Sümer Koçak            |
| 74 kg   | Karlo Kasap           | Abd al-Aziz at-Tahir         | Celal Taşkıran         |
| 82 kg   | Karolj Kopas          | Dimitrios Tanopulos          | Aydin Metin            |
| 90 kg   | Csaba Majoros         | Jean-François Court          | Jeorjos Pozidis        |
| 100 kg  | Jožef Tertei          | Jeorjos Pikilidis            | Remo Ricciardelli      |
| +100 kg | Refik Memišević       | Hasan al-Haddad              | Antonio La Penna       |

## Medagliere
La nazione ospitante è evidenziata.
| Posizione | Paese      | Oro | Argento | Bronzo | Totale |
| --------- | ---------- | --- | ------- | ------ | ------ |
| 1         | Turchia    | 9   | 0       | 7      | 16     |
| 2         | Jugoslavia | 6   | 5       | 0      | 11     |
| 3         | Italia     | 3   | 4       | 5      | 12     |
| 4         | Grecia     | 1   | 5       | 1      | 7      |
| 5         | Francia    | 1   | 2       | 4      | 7      |
| 6         | Egitto     | 0   | 2       | 1      | 3      |
| 7         | Marocco    | 0   | 2       | 0      | 2      |
| 8         | Spagna     | 0   | 0       | 1      | 1      |
| 8         | Tunisia    | 0   | 0       | 1      | 1      |
| Totale    | Totale     | 20  | 20      | 20     | 60     |